# Illerfissalik
Illerfissalik är ett berg i Grönland (Kungariket Danmark).   Det ligger i kommunen Kujalleq, i den södra delen av Grönland, 500 km sydost om huvudstaden Nuuk. Toppen på Illerfissalik är 1 446 meter över havet.
Nordmännen kallade toppen Burfjeld och när båtar närmades sig söderifrån varslades befolkningen genom att tända ett bål på Burfjeld.
Terrängen runt Illerfissalik är huvudsakligen bergig.  Trakten runt Illerfissalik är nära nog obefolkad, med mindre än två invånare per kvadratkilometer. Närmaste större samhälle är Narsarsuaq, 15,8 km nordväst om Illerfissalik. Trakten runt Illerfissalik är permanent täckt av is och snö.